# Make (eksperimentalfilm)
 For alternative betydninger, se Make (flertydig). (Se også artikler, som begynder med Make)
Make er en dansk eksperimentalfilm fra 1968 instrueret af Plagiatdrengene.

## Handling
Filmen viser en opstilling mellem to stole i et hjørne foran et varmeapparat og består helt minimalt i, at en person i mørkt tøj, hvis skjorte og med synligt ur og hænder, men uden synligt hoved, snart ses i den ene, snart den anden stol. Mellem hvert stoleskift er kameraet slukket.

## Medvirkende
- Poul Gernes